# Good News Blues: Live at the Vision Festival 1998 & 2005
Good News Blues: Live at the Vision Festival 1998 & 2005 ist ein Jazzalbum von Karen Borca mit Rob Brown, William Parker, Reggie Workman, Todd Nicholson, Susie Ibarra und Newman Taylor Baker. Die 1998 und 2005 beim Vision Festival in New York City entstandenen Aufnahmen erschienen am 27. Mai 2024 auf NoBusiness Records.

## Hintergrund
Obwohl Karen Borcas Karriere bis in die späten 1970er-Jahre zurückreicht und auch Sessions und Live-Auftritte mit Cecil Taylor und Bill Dixon umfasst, hat sie im Laufe ihrer Karriere nie eine Aufnahme unter ihrem eigenen Namen veröffentlicht. Das litauische Label NoBusiness Records hat vier aufgenommene Stücke von zwei Auftritten der Fagottistin als Leiterin verschiedener All-Star-Gruppen beim Vision Festival, einem im Jahr 1998 und einen weiteren im Jahr 2005, zu dem Album Good News Blues zusammengestellt. Die ersten drei Stücke wurden am 25. Mai 1998 beim 3. jährlichen Vision Festival im Angel Orensanz Center in New York City aufgenommen, während Track 4 am 19. Juni 2005 beim Vision Festival X, am selben Ort mitgeschnitten wurde.
Das Album beginnt mit dem Titelstück, einem Trioauftritt aus dem Konzert von 1998 mit William Parker am Bass und Paul Murphy am Schlagzeug, zwei weiteren Veteranen aus Jimmy Lyons’ Wee Sneezawee-Gruppe. Beim zweiten Stück, „Something“, kam der Altsaxophonist Rob Brown hinzu. Das knapp 18-minütige „Cambiar“ wurde in Quintett-Besetzung dargeboten; neben Karen Borca spielten Rob Brown, Susie Ibarra, Paul Murphy und William Parker. Beim 2005 aufgeführten Stück „45 Hours / New Piece“  spielte Karen Borca mit abermals mit Rob Brown, ferner mit Reggie Workman und Todd Nicholson (Bass) sowie Newman Taylor Baker (Schlagzeug). 

## Titelliste
- Karen Borca Trio, Quartet, Quintet: Good News Blues: Live at the Vision Festival 1998 & 2005 (NoBusiness Records)

1. Good News Blues 8:34
2. Something 9:17
3. Cambiar 17:51
4. 45 Hours / New Piece 24:30

Die Kompositionen stammen von Karen Borca.

## Rezeption
Mit diesen Mitschnitten habe Karen Borca schließlich ihr Debütalbum bekommen, schrieb Chris Monsen in seinem Blog Chris Monsen’s Listening Booth. Es sei etwas so Seltenes, wenn jemand wie Borca als Fagottistin den Free Jazz zu ihrem Ausdrucksfeld gewählt habe.
Man könnte meinen, es würde einige Zeit dauern, bis man sich daran gewöhnt hat, Free Jazz auf dem Fagott zu hören, schrieb Jan Granlie in Salt Peanuts. Aber schon von den ersten Tönen des Titelstüks an würde es sich absolut richtig anfühlen. Hier sei Borca zusammen mit Parker und Murphy zu hören, wobei natürlich das Fagott im Mittelpunkt steht. Ihr Spiel hätte (fast) von einem Saxophonisten oder Bassklarinettisten stammen können. „Cambiar“, mit Parker und Ibarra, klinge wire in einer Art moderner Thelonious-Monk-Landschaft, kombiniert mit Anklämngen an das Art Ensemble of Chicago. Es sei eine treibende und großartige Komposition, bei der Borca im Fagott „alles“ zum Vorschein bringe.
Ebenso wie erst nach seinem Tod klar wurde, welchen Beitrag Jimmy Lyons zu Cecil Taylors Musik leistete, würde Borcas Beitrag zur Musik Lyons’ jetzt vielleicht klarer werden, schrieb John Sharpe in All About Jazz. Ihren komplexen, langen Themen liegen Improvisationen zugrunde, die sich wie lange, im Wind wehende Banner entfalten und Bausteine zur Neubelebung und Neuausrichtung der nachfolgenden Erfindung bieten, was den klassizistischen Ansatz der Form widerspiegelt. Von ihrer klassischen Ausbildung sei in ihrem Spiel nicht viel geblieben, da sie ein summendes Timbre mit einer ausdrucksstarken, kehligen Note annimmt, unterbrochen von flehenden Schreien, die sich durch die Ensembles schneiden. Bemerkenswert sei vor allem die Hinzufügung des Altsaxophonisten Rob Brown, der als starkes Gegenstück Borcas fungiere, mit einem Strom ständig neuer Ideen, der sich durchdringende, gespaltene Töne und erschütternde Schreie zunutze macht. Dies ist ein weiterer Grund, warum Borcas Konzept eine längst überfällige Aufmerksamkeit verdiene.